# Antoni Szwed
Antoni Szwed – polski filozof, doktor habilitowany nauk humanistycznych, profesor nadzwyczajny Uniwersytetu Pedagogicznego im. Komisji Edukacji Narodowej w Krakowie, specjalista w zakresie etyki, filozofii człowieka, filozofii religii, metafizyki i ontologii.

## Życiorys
W 1979 uzyskał tytuł magistra fizyki w Uniwersytecie Jagiellońskim w Krakowie a w 1983 magistra filozofii w zakresie etyki w Katolickim Uniwersytecie Lubelskim. Na podstawie rozprawy pt. Wolność a prawda egzystencji w myśli S. Kierkegaarda napisanej pod kierunkiem Jerzego Gałkowskiego uzyskał w 1988 na KUL stopień naukowy doktora. W latach 1983–1995 był w Papieskiej Akademii Teologicznej w Krakowie adiunktem w kierowanej przez ks. Józefa Tischnera Katedrze Filozofii Człowieka. W latach 1995–2005 był zatrudniony w korporacji międzynarodowej, zaś w latach 1998-2008 zajmował się tłumaczeniami dzieł naukowych. W 2010 rozpoczął pracę w Uniwersytecie Pedagogicznym w Krakowie. W 2012 na Wydziale Filozoficznym Uniwersytetu Papieskiego Jana Pawła II uzyskał stopień naukowy doktora habilitowanego nauk humanistycznych w zakresie filozofii na podstawie dorobku naukowego oraz rozprawy pt. Rozum wobec chrześcijańskiego Objawienia. Kant, Hegel, Kierkegaard. W 2014 został profesorem nadzwyczajnym Uniwersytetu Pedagogicznego w Krakowie. Objął stanowisko kierownika Katedry Ontologii i Metafizyki na tej uczelni